# جومانجي (فلم)
چومانچي (بالإنجليزية: Jumanji)، فيلم أمريكي من إنتاج العام 1995، من بطلة روبين ويليامز وكريستين دانست وبوني هنت وإخراج جو جونستون، أخذت قصة الفيلم من القصة القصيرة التي تحمل ذات الاسم للمؤلف كريس فان آلزبرج، وضع موسيقى الفيلم الملحن جيمس هورنر.

## الممثلون
- روبين ويليامز - ألان باريش
- جوناثان هايد - سام باريش/ فان بيلت
- بوني هنت - سارا ويتل
- كريستين دانست - جودي شيبرد
- برادلي بيرس - بيتر شيبرد
- دايفيد آلن جرير - كارل بينتلي
- بيبي نيوويرث - نورا شيبرد
- باتريشيا كلاركسون - كارول–آن باريش
- آدم هان-بيرد -ألان باريش الصغير
- لورا بيل بوندي - سارا ويتل الصغيرة
- جيليان باربر - السمسارة
- مالكوم ستيوارت - جيم شيبرد
- أنابيا كيرشاو - مارثا شيبرد
- فرانك ويلكر - أصوات الحيوانات (صوت) (غير مدرج بالأسماء في تتر النهاية)
- توم وودروف, .جونيور - الأسد/ التمساح (صوت) (غير مدرج بالأسماء في تتر النهاية)

## وصلات خارجية
- مقالات تستعمل روابط فنية بلا صلة مع ويكي بيانات